# Rallus elegans
Rallus elegans е вид птица от семейство Rallidae.

## Разпространение
Видът е разпространен в Канада, Куба, Мексико и САЩ.